# Classe Gloire (cuirassé)
Pour les autres classes de navires du même nom, voir Classe Gloire.
La classe Gloire fut la première classe de cuirassés de 1re classe  construite pour la Marine française sur des plans de l'ingénieur et architecte naval Henri Dupuy de Lôme (1816-1885).

## Conception
Les unités de cette classe sont des trois-mâts à coque en bois, avec un blindage en fer forgé à la flottaison de 120 mm pesant 810 tonnes pour un déplacement total de plus de 2 000 tonnes. De type frégate, les navires de la classe Gloire furent les premiers navires cuirassés de haute mer. La voilure, de type trois-mâts barque, était initialement de 1 960 m2 puis fut réduite par la suite.

## Histoire
Après 1868, la classe Gloire subit une refonte de son artillerie en recevant à la place des 36 canons de 160 mm chargés par la gueule :
- 8 canons de 240 mm (BL modèle 1864)
- 4 canons de  190 mm (BL modèle 1866)

## Les unités de la classe Gloire
| Nom        | Chantier naval       | Mise en chantier  | Lancement        | Armement      | Fin             |
| ---------- | -------------------- | ----------------- | ---------------- | ------------- | --------------- |
| Gloire     | Arsenal de Toulon    | mars 1858         | 24 novembre 1859 | 1er août 1860 | détruit en 1879 |
| Invincible | Arsenal de Toulon    | mai 1858          | 4 avril 1861     | mars 1862     | détruit en 1872 |
| Normandie  | Arsenal de Cherbourg | 14 septembre 1858 | 10 mars 1860     | 13 mai 1862   | détruit en 1871 |